# Oralchan Ömirtajew
Oralchan Jerghaliuly Ömirtajew (kasachisch Оралхан Ерғалиұлы Өміртаев Oralhan Erğaliūly Ömırtaev; russisch Оралхан Ергалиулы Омиртаев Oralchan Jergaliuly Omirtajew; * 16. Juli 1998 in Qaraghandy, Kasachstan) ist ein kasachischer Fußballspieler.

## Karriere

### Verein
Ömirtajew begann seine Karriere 2010 bei der Jugendmannschaft von Schachtjor Qaraghandy. Seit der Saison 2015 steht er auch im Aufgebot der Profimannschaft des Vereins, für die er sein Debüt am ersten Spieltag der Saison gegen den FK Taras gab, als er in der 79. Minute eingewechselt wurde. In der Folgezeit absolvierte er in der Vorrunde der Spielzeit noch fünf Einsätze, bevor er in der Abstiegsrunde nur insgesamt zweimal im Kader von Schachtjor stand, wobei er nur einmal zum Einsatz kam.

### Nationalmannschaft
Oralchan Ömirtajew hatte im Oktober 2014 drei Einsätze in der kasachischen U-17-Auswahl. Sein erstes Spiel hatte er bei der 1:8-Niederlage gegen Kroatien am 21. Oktober. Kurz darauf folgten noch zwei weitere Einsätze gegen Ungarn und Israel. Auf ebenfalls drei Einsätze kommt er in der U-19-Nationalmannschaft. Hier absolvierte Omirtajew sein erstes Spiel am 18. September 2015 gegen die ungarischen U-19-Junioren, das mit einer 0:4-Niederlage für Kasachstan endete. Nur wenige Tage später stand er in den Spielen gegen Kroatien und Montenegro erneut im Aufgebot seines Landes.